# 长潭坪乡
长潭坪乡，是中华人民共和国湖南省张家界市桑植县下辖的一个乡镇级行政单位。

## 行政区划
长潭坪乡下辖以下地区：
水流村、路家山村、赤石坪村、长潭坪村、林家包村、刷注溪村、天眼池村和红岩山村。